# اشکور
اشکور در امتداد سلسله کوه‌های البرز قرار دارد و از جنوبی‌ترین نقطه شهرستان رودسر آغاز تا جنوبی‌ترین نقطه شهرستان رامسر ادامه دارد. محدوده اشکور از جنوب به استان قزوین از مغرب به شهرستان املش، شهرستان سیاهکل و بخش رودبار الموت و از شرق به کوهستان شهرستان رامسر - شهرستان تنکابن و از شمال به دامنه‌های کوهستانی بخش رحیم‌آباد و شهرستان رامسر متصل است.
اشکور به ارتفاعات سه شهرستان رودسر، املش و رامسر و همچنین بخشی از ییلاق شهرستان‌های سیاهکل و تنکابن گفته می‌شود. محصول استراتژیک اشکور فندق می‌باشد و شرکت "گوهر ناب اشکور" کارخانه معتبر فراوری فندق در این منطقه است.

## وجه تسمیه
واژه اشکور از دو کلمه اشک+ور تشکیل شده است. معادل فارسی اشکور، 'در کنار اشک' است.

## اشکور در متون کهن
۱- تاریخ جهانگشای جوینی: در این اثر مشهور و معتبر دو بار از نام اشکور ذکر شده است:
- نخست در صفحه ۱۰۱۹ در مورد قلاع سلسله اسماعیلیه از قهستان تا دیلمان و اشکور و خرکام و کوتوالان.
- دوم در صفحه ۱۰۷۹ در مورد سفر حسن بن صباح اسماعیلی از قزوین به دیلمان و اشکور و اندجرود و الموت.[۶]

۲- هفت باب بابا سیدنا منصوب به حسنِ صبّاح: در صفحه ۳۶ این کتاب در مورد سفر حسن بن صباح یک بار نام اشکور نوشته شده است:
در اوایل سال ۴۸۳ حسن صباح از راه بیره و انبوهٔ (انبه) کلیشم به دیلمان و از راه سلسکوه به اشکور آمد و در رجب ۴۸۳ به اندجرود رودبار الموت قزوین رفت.

## جغرافیا

### دهستان‌ها
براساس تقسیمات جغرافیایی، اشکور در شش دهستان، سه شهرستان رودسر، املش و رامسر و دو استان گیلان و مازندران واقع شده است:

| ردیف | نام دهستان                   | مرکز دهستان | نام شهرستان | نام استان |
| ---- | ---------------------------- | ----------- | ----------- | --------- |
| ۱    | اشکور سفلی                   | زیاز        | رودسر       | گیلان     |
| ۲    | شوئیل                        | شوییل       | رودسر       | گیلان     |
| ۳    | سیارستاق ییلاقی (اشکور علیا) | ارکم        | رودسر       | گیلان     |
| ۴    | کجید                         | کجید        | املش        | گیلان     |
| ۵    | سمام                         |             | املش        | گیلان     |
| ۶    | اشکور (بالا اشکور)           | تمل         | رامسر       | مازندران  |

### جمعیت
- جمعیت اشکور بر اساس سرشماری مرکز آمار ایران در سال ۱۳۸۵، (۴۸۷۷ خانوار) ۱۶۳۰۱ نفر است.

1. جمعیت دهستان اشکور سفلی (۱٬۴۴۸ خانوار) ۴٬۸۴۲ نفر است.[۸]
2. جمعیت دهستان سیارستاق ییلاقی (۷۹۵ خانوار) ۲٬۴۷۸ نفر است.[۹]
3. جمعیت دهستان شوئیل (۹۳۸ خانوار) ۳٬۱۴۶ نفر است.[۱۰]
4. جمعیت دهستان سمام (۹۶۱ خانوار) ۳٬۳۳۲ نفر است.[۱۱]
5. جمعیت دهستان کجید (۳۰۷ خانوار) ۹۰۳ نفر است.[۱۲]
6. جمعیت دهستان اشکور (۴۲۸ خانوار) ۱٬۶۰۰ نفر است.[۱۳]

- جمعیت اشکور بر اساس سرشماری مرکز آمار ایران در سال ۱۳۹۵، (۵۹۶۱ خانوار) ۱۶٬۱۹۶ نفر (۸۲٬۶۷ مرد و ۷٬۹۲۹ زن) است.

1. جمعیت دهستان اشکور سفلی (۱٬۸۰۱ خانوار) ۵٬۰۱۲ نفر (۲٬۵۳۰ مرد و ۲٬۴۸۲ زن) است.[۱۴]
2. جمعیت دهستان سیارستاق ییلاقی (۱٬۰۵۸ خانوار) ۲٬۸۶۴ نفر (۱٬۴۶۵ مرد و ۱٬۳۹۹ زن) است.[۱۵]
3. جمعیت دهستان شوئیل (۱٬۳۵۳ خانوار) ۳٬۶۵۷ نفر (۱٬۸۵۱ مرد و ۱٬۸۰۶ زن) است.[۱۶]
4. جمعیت دهستان سمام (۱٬۰۴۹ خانوار) ۲٬۷۹۳ نفر (۱٬۴۴۶ مرد و ۱٬۳۴۷ زن) است.[۱۷]
5. جمعیت دهستان کجید (۳۵۳ خانوار) ۸۷۹ نفر (۴۵۰ مرد و ۴۲۹ زن) است.[۱۸]
6. جمعیت دهستان اشکور (۳۴۷ خانوار) ۹۹۱ نفر (۵۲۵ مرد و ۴۶۶ زن) است.[۱۹]

### روستاها
روستاهای اشکور به تفکیک دهستان:
- دهستان اشکور سفلی:

1. زیاز
2. آبدوچال
3. آسیاب‌دره
4. اغوزبن کندسر
5. بالالام بشکست
6. پرامکوه
7. پرچ‌کوه
8. ترپو
9. تواسانکش
10. جیرکل
11. چشان
12. چلمانرود
13. چمتوکش
14. خراسان پشته
15. دیورود (رودسر)
16. رزه گردن
17. رودبارک (رودسر)
18. ریاب (رودسر)
19. زورزمه
20. سجیران
21. سلجه
22. سلیمان چپر
23. سنگ بنگ
24. سیاه‌کشان
25. شوک
26. طولای بالا
27. طولای پایین
28. عزت‌آباد
29. عزت‌آباد شرمدشت
30. فکش
31. کاکرود
32. کلایه پهلو
33. کیارمش
34. گرمابدشت
35. گره گوابر
36. لام بشکست پایین
37. لیما
38. لیماچال
39. لیماگوابر
40. مازی بن
41. میان لنگه
42. میلاش
43. نرکی
44. نیلو
45. نیلوپرده سر
46. هلوبن دره

- دهستان سیارستاق ییلاقی:

1. ارکم
2. اره‌چاک
3. اغوزکله (رودسر)
4. بازارمحله
5. بلترک
6. پتنک
7. پرندان
8. پرویزخانی
9. پلستان
10. پوده (رودسر)
11. تلابن
12. توکامجان
13. جورده (رودسر)
14. جیرده (رودسر)
15. چاکان
16. چاکانک
17. چاکل
18. چکرود
19. خمیرمحله
20. درسنک
21. درگاه (رودسر)
22. دلیجان (رودسر)
23. دوگل
24. زیدی
25. سارم (رودسر)
26. سرده (رودسر)
27. سزرود
28. سنگسرود
29. سیارستاق
30. سیاوشکوه
31. شادراج سفلی
32. شادراج علیا
33. عروس محله (رودسر)
34. قاضی چاک
35. کشایه
36. کلایه (رودسر)
37. کلرود
38. کیاشکول
39. گوگاه (رودسر)
40. گیری
41. لات محله
42. لشکان
43. لیاسی
44. لیه خانی
45. مایستان بالا
46. مایستان پایین
47. محمودلات
48. میانرود
49. نیاسن
50. نی دشت
51. ولنی
52. ویشکی
53. یاسور

- دهستان شوئیل:

1. شوییل
2. اکبرآباد (رودسر)
3. ایرمحله
4. ایزدین
5. اینی
6. برگام
7. برمکوه
8. بزچاله
9. بلکوت
10. پی اغوزبن
11. تازه‌آباد (رودسر)
12. تلابنک
13. تله سر (رودسر)
14. تلیسین
15. تلیکان
16. توسه چاله
17. توکاس
18. چمتو
19. حسنی کوه
20. خانه سرک
21. خراسان سر
22. خورسندکلایه
23. دتورسر
24. دشتک (رودسر)
25. دواب (رودسر)
26. روم دشت
27. ریسن
28. زراکی
29. سراورسو
30. سرخ تله
31. سلوکبن سفلی
32. سلوکبن علیا
33. سلوکبن وسطی
34. سوخته کش
35. شرمدشت
36. شفیع‌آباد
37. صمدآباد
38. کلکاموس
39. کوجی
40. کیاسه
41. گیلایه
42. لترود
43. لرده
44. لسبو
45. لیلکی
46. مؤمن زمین
47. مازگاه
48. مازودره
49. وربن
50. وگلخانی

- دهستان کجید املش:

1. کجید
2. استخرسر (املش)
3. النکنگه
4. باباجان دره
5. تماجان
6. خصیل دشت
7. دیماجانکش
8. رودبارده سر
9. سرتربت
10. شوله (املش)
11. شهرسمام
12. طارش
13. گرمایسر
14. مطلاکوه
15. ملجادشت
16. هلوچاک

- دهستان سمام املش:

1. آسک (املش)
2. امام (املش)
3. بویه (املش)
4. زهون بره
5. سیاه استخر
6. سیاه خولک
7. سیاهکوه (املش)
8. شیرچاک
9. شیه
10. کاغذی (املش)
11. کاکرود (املش)
12. کشمش (املش)
13. کلامرود
14. گورج
15. لرود
16. مربو
17. ملکوت (روستا)
18. موسی کلایه

- دهستان اشکور رامسر:

1. تمل
2. افی
3. سپارده
4. کلایه (رامسر)
5. کیت (رامسر)
6. لج (رامسر)
7. میج
8. نارنه
9. نداک
10. یازن
11. آکنه

#### سی‌پرد تا سرده
سی‌پورد (سی‌پل‏)

سازه سی‌پورد بر روی دو رود:

شاخه پربار شرقش کاکرود
جاری همتای غربش چاکرود

کز چکاد کوه شان بودی فرود
ملتقاشان کلبه‌ای چوبینه داشت

قدمتی تا باستان دیرینه داشت
چون هماره شربتش آماده بود

چاروه‌داران را نشاط باده بود
وه که در این رهگذر جانش فسرد

بهرهای از عافیت دیگر نبرد
تاش سر تاجی زمردگونه داشت

دامنی از بوته‌های پونه داشت
تاج سبز تاش سر افکنده شد

بیخ و بنیاد غرورش کنده شد
چون غرور تاش سر در هم شکست

تیره‌گون شد روزگار رومدشت
پس تله‌سر قله‌اش هموار شد

کار بر مازی‌دره دشوار شد
بر سر اورسی و سولکه‌بن رسید

سهم بیدادی که هرگز کس ندید
بر للیکی آتش بیداد رفت

شادی خرسن‌کلا از یاد رفت
تا چکاد سنگی و سخت پیاد

بر پلشتی‌های حاکم سر نهاد
آب اسبابه ز جوشش بازماند

لرده‌ای پایش ز پویش بازماند
تاجگاه و سوری و خورشا گرفت

بر گلوی شوئیل خنجر جا گرفت
کلکه‌موس و شارکش بی شاه شد

سوت و کور همچون شب بی ماه شد
زان همه آواز کاموس و کشان

جز به شهنامه ندیدم نامشان
تنگه چل پله درین رهگذشت

پله‌های سنگی‌اش درهم شکست
چشمه صاف فبیله تار شد

باغ و جالیز دترسر خار شد
راشه را زخم تبر بر سر نشست

بر گلایه نیش صد خنجر نشست
گرد باروت تلیکان نم گرفت

بانگ مسروری سورچان غم گرفت
لته‌رو از تشنگی بیتاب شد

چشمه مومی زمی بیآب شد
چون بسی بد با شفیآباد کرد

زشتیاش را ایرهکش فریاد کرد
کور شد پس چشم کفترخانیات

از صفا افتاد آن مهمانیات
تازهآبادت به ویرانی فتاد

کس به دشتک داد مردی سر نداد
جغد غم پس بر زارکی لانه کرد

شهر چون آئینه را ویرانه کرد
از صمدآباد و آن استخر و بند

ماند نیزاری و تشتی آب گند
شد تلهبن از هسی کوه سوت تر

اکبرآباد از برمکو لوت تر
کوره گرم کیاسه سرد شد

داس تیزش حصه نامرد شد
آتش بلکوت تا از فر نشست

سوتهکش بر تل خاکستر نشست
تخت چاکان در کف دشمن فتاد

قلعه ارمله را هم برگشاد
نای چوپانان زبرانی شکست

از وگلخانی نم آبی نجست
پاک شد آئین مردی از بنان

شد کویری کوه سبز راسهران
چیره شد شب بر سر ایزین تو

ریسن و چمتوی مهر آئین تو
گل ز لسبو رفت و آن گلدسته‌ها

سایه ساری شد برای خسته‌ها
منهدم شد پس سرای کوشکدشت

برج و باروی قلاکوتی شکست
فاتحان سوی سیارساق آمدند

با غل و زنجیر و دستاق آمدند
سارم و گرماچبن ویران شدند

پودهای‌ها جفت بد حالان شدند
رونق بازارمله تیره شد

بوم بر بام تلهبن چیره شد
چون تن جورمایسان آتش گرفت

کاکل جیرمایسان سایش گرفت
گردوی آغوزکله نایاب شد

مهرورزی رفت و کینه داب شد
از پلنسو بر نیاسن تاختند

سردهای‌ها هم سپر انداختند.

زنده‌یاد محمدقلی صدر اشکوری

شاعر اشکور (۱۳۹۴–۱۳۲۰)

### آب و هوا
اشکور با برخورداری از طبیعت کوهستانی، دارای زمستان‌های سرد و پربرف و تابستان‌های خنک و ملایم است و این شرایط سبب گردیده تا جمعیت منطقه در پاییزِ برگریزان و زمستانِ سرد به کمترین و در بهارِ بارانی و تابستانِ سوزان به بیشترین میزان ممکن برسد. بخاطر چشمه‌سارها، دریاچه‌های طبیعی، چشمه‌های آب معدنی، رودخانه‌های زلال، غارها و هوای پاک توجه مردم را به خود جلب نموده است. هر چند راه‌های نامناسب و نبود زیرساخت‌های مورد نیاز سبب شده برخی از مردم تنها در وصف طبیعت زیبا و هوای پاک بوده و از وصل آن دور مانده‌اند.

## تاریخ
یافته‌های کاوش‌ها و آثار و شواهد بدست آمده بویژه قبور مربوط به دوران نبوع تا دوران ساسانی و برخی نیز از دوران اسلامی، بیانگر و نشانه قدمت اشکور است. حاکمان آل‌بویه و آل‌زیار در اشکور مرکز حکومت داشتند. هم‌اکنون روستای بویه (املش) در دهستان سمام بخش رانکوه شهرستان املش دارای ۱۰۰ خانواده و ۲۸۶ سکنه است.

### محله‌های قدیمی اشکور
- درویشان زادگاه دو پهلوان اسطوره ای: اشکبوس و کاموس کشانی
- کشان: کمی پایین‌تر از شوئیل محلی بنام کشان یا کلکاموس (قلعه کاموس) مشهور است. پیتر ویلی (متوفای ۲۳ آوریل ۲۰۰۹) خاورشناس انگلیسی در دهه ۱۳۴۰ دو محل کشان و کلکاموس را پیدا کند. گویا معبد قدیمی، سنگفرش‌ها، موزائیک‌ها و سنگ محراب آتشکده‌ای زرتشتی یافت شده بود. منوچهر ستوده نوشته است: کاموس پادشاه کشانی است که قلمرواش از سنجاب یا پسیچاب تا مرزروم گسترده بود. منوچهر ستوده جلد ۱، صص ۹۷–۳۹۶. گیلان: اصلاح عربانی، صص ۵۲۷–۵۲۸.
- کلکاموس
- لوسن (درگاه کنونی): پیتر ویلی دربارهٔ لوسن می‌نویسد: نشانه‌هایی وجود دارد که در گذشته لوسن شهری بزرگ و وسیع بوده است در گوشه و کنار بازمانده‌های برج‌ها و دیوارهای سنگی دیده می‌شود که دارای نقش و نگار می‌باشد و از چاهی قدیمی که در دهکده وجود دارد انواع کوزه‌های سفالی منقش و… درگاه در ۵۹ کیلومتری رحیم‌آباد و ۷۴ کیلومتری جنوب شرقی رودسر واقع گردیده و در گذشته "لوسن‌" نام داشته و امیران کیایی این روستا را به عنوان قصر ییلاقی و پایتخت اشکورات در نظر گرفته بودند. این قصر بارگاه تابستانی سادات کیایی در آخرین نقطه شرقی دیلمان قدیم بوده است و در حال حاضر نیز در فصل تابستان شکوه و عظمت خاص به خود را دارا می‌باشد. سیدظهیرالدین از این محل چندین بار نام برده است و چنین نوشته است: سید محمد کیا در اشکور در ناحیه جیرکشایه به قریه لوسن هم عمارتی چند را دستور به ساختن داد و اما با مراجعه به دل تاریخ مدون مشخا می‌شود که اشکور محل تاخت و تاز اشکانیان بوده و پایتخت اشکانیان نیز درگاه بوده است و در حال حاضر نیز قلعه معروف» پس‌باغ «در بالاسر درگاه واقع شده و این قلعه در چشم‌انداز طبیعی قلعه "بالاکوتی‌" قرار دارد. پیتر ویلی دربارهٔ لوسن می‌نویسد: نشانه‌هایی وجود دارد که در گذشته لوسن شهری بزرگ و وسیع بوده است در گوشه و کنار بازمانده‌های برج‌ها و دیوارهای سنگی دیده می‌شود که دارای نقش و نگار می‌باشد و از چاهی قدیمی که در دهکده وجود دارد انواع کوزه‌های سفالی منقش و دشنه‌های برنزی و جام‌های زرین پیدا شده است و با توجه به حفاری‌های غیرمجاز افراد سودجو امروزه اکثر مردم از شهرهای بزرگ برای مشایعت و خرید غیرمجاز عتیقه‌جات و زیورآلات قدیمی به این روستا می‌آیند که در این رابطه می‌بایستی سازمان میراث فرهنگی کشور دستور به کاوش‌های مجاز به افراد مجاز بدهد تا آثار گذشتگان بدین طریق آشکارا به یغما نرود زیرا هر قومی با آثار تاریخی بجا مانده شناسنامه‌دار می‌شود. لوسن جز قصر سلطنتی و خانه‌هایی به امر سلطان محمد ساخته شده بود.

### آثار ملی ثبت شده
تپه
1. تپه پلنگدم
2. تپه کشک دشت
3. تپه لابن
4. تپه سلم سو در سیاکشان

حمام‌های قدیمی:
حمام‌های قدیمی چاکان‌سر سیاکشان

خانه‌های قدیمی:
خانه‌های قدیمی چاکان‌سر سیاکشان

مسجدهای قدیمی:
مسجد رودبارک

غار:
غار سجیران

قلعه:
1. قلعه دز ماشین لیما
2. قلعه قلاکوتی سجاره
3. قلعه قلاکوتی برمکوه
4. قلعه قلاکوتی چمتوکش

گورستان:
1. گورستان آستانه ورلرده تله سر
2. گورستان بوج ده
3. گورستان پس گور
4. گورستان روستای جورده
5. گورستان محوطه جردن
6. بابا ملهودی گور سیاکشان

مجموعه
1. مجموعه روستای درگاه
2. مجموعه یهودی محله

محوطه
1. محوطه آستانه بن دلیجان
2. محوطه آستانه وروچال زیمی
3. محوطه استقراری ایردیج
4. محوطه برگام‌کلا
5. محوطه بلدشت باغ
6. محوطه بیله سر
7. محوطه پایین سلاخانی
8. محوطه پس باغ
9. محوطه پلاچال (محمد چال)
10. محوطه پلنگ پشته سو
11. محوطه پیلانسه
12. محوطه تپهه سرپائین زورزومه
13. محوطه تله سر
14. محوطه جرچال گره گوابر
15. محوطه جرکشان کیکاووس
16. محوطه جور محله سیاه کشان
17. محوطه جورچال
18. محوطه جورده کندبن
19. محوطه جوسر طیولا بالا
20. محوطه جیرچال
21. محوطه جیرکشان
22. محوطه چاکان
23. محوطه چال زیمی
24. محوطه حمام قدیمی درگاه
25. محوطه خانه سرده ایزدین
26. محوطه خرمن دره
27. محوطه خمردکان گره گوابر
28. محوطه خورته سر
29. محوطه دلی چال
30. محوطه دیارزیمی
31. محوطه روستای ترپوکلا
32. محوطه روستای چمتو
33. محوطه سرای خرمن بن
34. محوطه سرکیکاووس
35. محوطه سلم سو
36. محوطه سیاه مرزان ونیدی
37. محوطه طاهر کوچه
38. محوطه غرا کوه
39. محوطه قلاکوتی لسبو
40. محوطه کجیل‌سرا
41. محوطه کشان رودبارک
42. محوطه کلابن
43. محوطه کلازمی
44. محوطه کلاسوکلا شفیع‌آباد
45. محوطه کلام کلاده طیولا پایین
46. محوطه کلاومری سر چمتو
47. محوطه کند سرطیولا
48. محوطه کهنه سر میلاش
49. محوطه گاوبن
50. محوطه گل باغ کندسر
51. محوطه گندم گویه
52. محوطه گورجه سرلرده
53. محوطه گورستان جلوخونی
54. محوطه لوسون سو
55. محوطه محلابن
56. محوطه محلابن زیاز
57. محوطه ملا خروشه
58. محوطه ملجه سو
59. محوطه میان دوگله
60. محوطه و گورستان رجه سر

## مذهب

### اماکن مقدس
1. آستانه آقا سام و لام سوادکوه (صلواتکوه) در سرده[۲۰]
2. آستانه آقا سید ابراهیم آغوزبن کندسر
3. آستانه آقا سید ابراهیم در جورکلایه
4. آستانه آقا سید ابراهیم در لترود برگام
5. آستانه آقا سید ابراهیم در یاسور
6. آستانه آقا سید ابوالحسن در شوییل
7. آستانه آقا سید ابوالحسن در گردگل
8. آستانه آقا سید ادهم و روح در سارم
9. آستانه آقا سید برهان‌الدین در تکامجان
10. آستانه آقا سید برهان و شاه سفیدکوه در میج
11. آستانه آقا سید جعفر و بی‌بی سلیمه در جیرکل
12. آستانه آقا سید جلیل در شاراج
13. آستانه آقا سید حسین در نارنه
14. آستانه آقا سید حسین سیارستاق
15. آستانه آقا سید حسین در عروس‌محله
16. آستانه آقا سید حسین و بی‌بی سکینه در سجیران
17. آستانه آقا ملک محمد سبزپوش در تمل
18. آستانه آقا سید حسین و سید جلال در شوک
19. آستانه آقا سید خلیل درگیری
20. آستانه آقا سید سلیمان در کاکرود
21. آستانه آقا سید علی کیا در نیلو
22. آستانه آقا سید عمران در جیرکلایه
23. آستانه آقا سید قاسم و سید ابراهیم در لسبو
24. آستانه آقا سید محمد در کیکاووس
25. آستانه آقا سید محمد، صغری و عمران در کشایه
26. آستانه آقا سید محمود در لیاسی
27. آستانه آقا سید میربهادر در برمکو
28. آستانه آقا سید وهاب‌الدین در مومن‌زمین و شفیع‌آباد
29. آستانه آقا سید یحیی در چاکل
30. آستانه آقا سید یحیی در دلیجان
31. آستانه آقا سید یحیی در کلرود
32. آستانه آقا سید یحیی در لاردشت ویشکی
33. آستانه آقا سید یحیی در لیما
34. آستانه آقا شیخ سلیمان در چاکان
35. آستانه آقا شیخ کریم در ویشکی
36. آستانه آقا محمد وعلی در پایین محله درسنک
37. آستانه آقا هاشم و محتشم در لشکان
38. آستانه بی‌بی زهرا در سورچانکش
39. آستانه پنج علی در تواسانکش بارگه‌دشت
40. آستانه سه‌برادران در ولنی
41. آستانه سوری در زراکی
42. آستانه سیده سلیمه در درگاه
43. آستانه شیخ سلیمان در قاضی‌چاک چاکان
44. آستانه مازی‌کوتی زراکی
45. آستانه ملا خورشید (ملاخُروشه) در تَلابُنَک
46. آستانه هفت امام در رودبارک
47. آستانه هفت امام و سیده صغری در بلکوت
48. آستانه شاه سفیدکوه
49. آستانه کیاسه
50. آستانه بلترک
51. آستانه زورزومه

### آب
بدنبال بارش برف و باران در طول سال، رودخانه‌هایی از ارتفاعات اشکورات جریان پیدا می‌کند که در نهایت به پلرود ختم می‌شود. گویا پلرود سالیانه حدود ۲۰۵ میلیون متر مکعب آورده دارد.

### شغل
شغل عمده مردم اشکور، کشاورزی و دامداری است.

### کشاورزی
منطقه اشکور دارای باغات فندق و گردو، زمین‌های مزروعی گندم، جو (گیاه)، عدس، لوبیا، سیب‌زمینی، سبزیجات، صیفی‌جات، بامیه، کدو حلوایی، ذرت، زعفران، سیر و پیاز است.

### گیاهان دارویی
از حدود ۵۰ نوع گیاه دارویی آن می‌توان گل گاوزبان، باباآدم (کو لا کولا)، بنفشه، قارچ خوراکی، گزنه، گلپر، کنگر (گیاه)، گون و همیشه‌بهار را نام برد.

### گل گاوزبان
اشکور دارای ۴۷۰ هکتار مزرعه گل گاوزبان دارد. به‌طور متوسط سالیانه ۲۳۷ تن گل گاوزبان برداشت می‌شود. ۴۵۰۰ بهره بردارد در این زمینه مشغول فعالیت هستند. گل گاو زبان اشکورات به دیگر کشورها از جمله چین و ویتنام صادر می‌شود. به همین مناسبت '''اشکور: پایتخت گل گاوزبان''' شهرت یافته است.

### دیدنی‌ها
برخی از دیدنی‌ها و جاذبه‌های توریستی اشکور:

آثار ملی ثبت شده، اماکن مقدس، باغات فندوق و گردو، پیچ‌های جاده گرمابداشت به شوییل، تالاب صمدآباد، تونل یازن، دره سی پل (سی پرد) در گرمابدشت، دریاچه دریاسر (دریه‌سر) در سرده، رودخانه پلرود، طبیعت آبشار آسمانرود، طبیعت مسیر جاده اشکور به قزوین، غار واردار در دلیجان، قلعه سرخ‌تله در لیما، قله ۳۰۱۲ متری نفت‌چاک در ارتفاعات سرده، کوه عروس و داماد در زیاز، مزارع گل گاوزبان.

## فرهنگ

### زبان و لهجه
مردم اشکور گیلک هستند و به زبان گیلکی اشکوری سخن می‌گویند.

### جشن نوروزبل
نوروزبل (به گیلکی: نؤرۊزبل) جشن آغاز سال نو و اولین ماه گیلانی یا جشن آغاز سال نو گاه‌شماری دیلمی است. جشن نوروزبل در نیمه مرداد هر سال یعنی وسط تابستان (قلب الاسد) بین ۱۳ تا ۱۷ مرداد برگزار می‌شود. تفاوت سال خورشیدی رسمی کشور با سال خورشیدی گیلان باستان در این است که در تقویم ملی جانب اعتدال شب و روز، گرما و سرما یا به اصطلاح اعتدال بهاری گرفته شده ولی در تقویم بومی و گیلانی ما جانب انقلاب تابستانی یعنی اوج گرما، طول روز و کوتاهی شب و آغاز فرود آن گرفته شده است، همان‌طور که در تقویم میلادی، جانب انقلاب زمستانی یعنی اوج سرما و بلندی شب و کوتاهی روز و فرود آن در نظر گرفته شده است.

رسم است شب پیش از آغاز سال به استقبال سال نو می‌روند و تلی از آتش می‌افروزند که آن را «نوروزبل» یعنی شعله فروزان آتش نوروزی می‌گویند و ترانه‌هایی در ستایش شعله‌های بلند آتش نوروزی می‌خوانند. شعری که در گرداگرد آتش به شکل گروهی خوانده می‌شود:
- گۊرۊم، گۊرۊم، گۊرۊم بل
- نؤرۊز ما نؤرۊزبل
- نؤسال بۊبۊن سالˇ سۊ
- نؤ بدی خؤنه واشۊ
- نؤزا ؤ بۊد ؤ وابۊ
- أمئه رۊزی‌ئره واشۊ
- گروم گروم - گروم بل
- نوروز ما و نوروز بل
- نوسال ببی سال سو
- نوبدی خونه واشو

معنی:
- ای شعله بلند آتش که گرگر می‌سوزی و فروزانی
- امیدوارم در این سال نو، سال نور و روشنایی باشی
- و به خانه و کاشانه ما نعمت و فراوانی ببخشی.

عبدالرحمان عمادی معتقد است که در شب نوروزبل زمین نفس سرد خود را بیرون می‌دهد. در کتاب بلوغ الارب آمده است که در زمان ساسانیان در شب اول نوروز در بغداد آتش می‌افروختند.

آتش افروختن در حقیقت یک نوع اطلاع‌رسانی و اعلام موجودیت هست. گالشان اشکور و دیلمان در غروب اسفندارما برابر با آغازین شب «نوروزماه» که تقریباً برابر با ۱۵ مردادماه خورشیدی است، بر فراز تپه‌ای هیزم گرد می‌آورند و آن را به آتش می‌کشند و سپس در پیرامون «نوروزبل» شادی‌کنان، با ساز و آواز می‌خوانند و رقص و پایکوبی می‌کنند و نوروز را به همدیگر شادباش می‌گویند و تنقلاتی از جمله کشک که از فراورده‌های خودشان می‌باشند بهره می‌جویند. نوروزبل در لغت به معنی آتش نوروزی است.

حسن یگانه چاکلی در مورد تاریخچه برگزاری جشن "نوروزبل" در چهل سال گذشته می‌گوید:

پس از حدود سه دهه وقفه، جشن"نوروزبل" به همت نشریه فرهنگی - پژوهشی "گیله وا" به صورت خودجوش برای نخستین بار در سال ۱۳۸۵ در روستای ملکوت (روستا) شهرستان املش برگزار گردید. از سال ۱۳۸۶ برای برگزاری این جشن، سازمان میراث فرهنگی، صنایع دستی و گردشگری استان گیلان همکاری خود را آغاز نمود. دومین و سومین "جشن نوروزبل" نیز در سال‌های ۱۳۸۶ و ۱۳۸۷ همچنان در روستای ملکوت برگزار شد. چهارمین دوره جشن " نوروزبل " در سال ۱۳۸۸ در دیلمان برگزار شد. پس از آن به صورت متناوب و جسته گریخته که با محدویت‌هایی همراه بود در چند نقطه شهرستان‌های املش، لنگرود و سیاهکل از جمله خصیل دشت، هلودشت و دیلمان در بیشتر مواقع به صورت خودجوش و مردمی و در برخی از موارد با پشتیباتی سازمان میراث فرهنگی، صنایع دستی و گردشگری استان گیلان برگزار گردید.

برای آغاز سال ۱۵۹۲ دیلمی و گیلانی در تاریخ ۱۸ مرداد ۱۳۹۷ جشن "نوروزبل" به صورت رسمی و با حضور بسیاری از مردم و فرهیختگان گیلانی و غیرگیلانی برای نخستین بار در روستای چاکل اشکور شهرستان رودسر برگزار گردید. عکاسان و خبرنگارانی از رسانه‌های گیلان، مازندران و تهران و شبکه‌های تلویزیونی سراسری و محلی از جمله شبکه پرس تی‌وی، شبکه مستند و شبکه باران آن را پوشش خبری دادند.

«نوروزبَل»

خاطر نوروز بَل، بر خاک «چاکًل» آمدیم

در جوارِ گُلرخان، پابوسِ بلبل آمدیم

آن قدر سر تا قدم چون باد جلد و تیزرو

گوئیا که حیدر و راکب به دُلدُل آمدیم

گرچه مثل غنچه عمری وا نشد لبهای ما،

لاجَرم در این چمن، لبخنده چون گل آمدیم

تشنه ای بودیم و اندر حسرتِ مستیِ ناب

بعد عمری بر درِ میخانه و مُل آمدیم

آنقدر بی خود ز خود از دیدنِ یارانِ مهر

کز حدِ مستانگی برتر ز الکُل آمدیم!

ساقیا، ما را عطش بر ساغرِ لبهای تو

لب بِنه بر لب، که بی صبر و تحمل آمدیم

کارِ دنیا را به اَهلش وانهادیم و به عشق

در پیِ دل، جمله بی‌فکر و تأمُل آمدیم

روزکی گر اَرزدم از زندگی، امروز بود

مابقی را جمله در رنج و تغافُل آمدیم

مُرده یکسر رسم و آئینِ اَهورایی ما

رو سِیه از اینهمه جهل و تعلل آمدیم

رسمِ تازی آمد و آئین ما را درگرفت

بی نصیب و مانده در عینِ تزلزل آمدیم

ما ز رسم غیرِ خود بیزار و از فرهنگشان

خسته از هر تفرقه، بهر تعامل آمدیم

«اشکور»، ما را ببخش از سستی و نسیان که ما

با دلی نادِم به امّیدِ تقبُل آمدیم

«خور دِتاوه»، «شیلان» و «نوروز بَل» آیین ماست

بهر احیاءِ همین‌ها، ما به «چاکل» آمدیم

بارالها ده تداوم رسم اجدادی مان

چونکه ما «گالش کوتَن»، بهر تسلسل آمدیم

گر تمام شاعران، نامی ز شعر گیلکند؛

غم مخور «مهران» که ما میرِ تغُزل آمدیم!

مهران اکبری قاضی‌چاکی

۵ نوروز ماه ۱۵۹۱ گالشی

برابر با ۲۱ اَمرداد ۱۳۹۷ خورشیدی

### باورهای عامیانه
ریشه‌یابی افسانه‌های روستایی: بیشتر افسانه‌ها ریشه در ناشناخته‌ها دارند. وقتی انسان قدرت شناخت تمام اشکال خلقتی را ندارد که در پیرامونش وجود دارد، اقدام به ساخت قصه و افسانه بر اساس سلیقه، فرهنگ بومی و دانش خود می‌نماید. افسانه‌سرایی گاه سرپوشی است بر ترس‌های درونِ ما و گاه سبب ایجاد رُعب با اَغراض گوناگون در پیرامون افراد صورت می‌گیرد. وجود غول، جن، پری، بختک، بوم‌گرد، نفت‌خیک، دوال‌پا، گیلم‌گوش و مردآزما نیز از همین دسته است.

#### بختک (سرخُوس)
در اغلب روستاهای اشکور و همچنین کوهپایه‌های گیلان، بختک با نام محلی «سرخُوس» جسم سنگینی است که روی آدم قرار می‌گیرد و راه مجاری تنفسی را مسدود می‌کند. بیشتر مردم با تکیه بر باور سنتی و عدم آگاهی از تنگی نفس به سبب مشکلات تنفسی یا کمبود اکسیژن به هنگام تنفس که البته ریشه در علم داشته، از خوابیدن زیر درخت گردو اِبا داشتند زیرا باور داشتند مکان بختک یا سرخُوس لابلای شاخه‌های درخت گردو است ولی به بیان علمی چون برگ‌های درخت گردو جاذب قدرتمند اکسیژن بوده، در نتیجه با جذبِ تمام اکسیژنِ محدوده خود و آزادسازی گاز کربنیک، سبب ایجاد حالت خفگی در انسان خوابیده می‌شود. خانه‌های کاهگلی و کوچک مسقّف به چوب و کاهگل نیز به سبب عدم دسترسی اکسیژن برای کسانی که دچار تنگی مجاری تنفسی بودند ایجاد حالت خفگی می‌نمود و شخصی که چنین حالتی را تجربه کرده و عموماً نیز در خواب اتفاق می‌افتاد، می‌پنداشت که کسی یا جسم سنگینی سبب مشکل در تنفس او شده است. البته کسانی نیز برای بختک یا سرخوش اَشکالی را متصور شده‌اند که در طول زمان در ذهن شنوندگان نهادینه شده است.

#### بوم‌گردن (بام‌گرد)
در سال‌های دور به سبب نبود برق در روستاها و روشنایی کافی، هر سایه یا جنبنده‌ای به فراخور شجاعت بیننده، احساس و ادراک می‌شد. هر کس جنبنده یا جسمی را به هنگام تاریکی درپشت‌بام‌هایً کاهگلی می‌دید جهت توجیه ترس خود نامی بر آن می‌نهاده. به مرور این موجودات خیالی و ترس‌آور، در داستان‌ها وافسانه‌ها راه پیدا کرده و پرورش یافته‌اند و به فراخور تخیل گوینده یا شنونده دارای شناسنامه‌های ذهنی شده‌اند. مردم ساده زیست روستایی نیز از این نماد تخیلی برای ترساندن کودکان جهت بیرون نماندن از خانه یا زود خوابیدن استفاده کرده‌اند. به نظر می‌رسد دلیلی براثبات وجود و قطعیٓت حضور هیچ موجود غیرزمینی درمیان مردم و دیدن آن توسط اشخاص مختلف قابل ارائه نیست ولی نمی‌توان از کنار باورهای عامیانه بی‌تفاوت داشت جون ریشه در سال‌های متمادی زیست مردم دارد زیرا هر نمادی برگرفته از واقعه‌ای هست که برای کسی از ناحیه‌ای خاص و به شکلی خاص‌تر رُخ داده است.

#### جُغد (کوربی)
در اشکور به جُغد، کوربی، مرغ حق و مرغ شب می‌گویند. مرغ حق مانند جغد هست ولی با تفاوت بسیار. این پرنده شب‌ها به‌طور برعکس از شاخه درختان آویزان می‌شود و صدایش شبیه حق حق هست که با فاصله می‌خواند. در داستان‌های عامیانه، برخی از مردم کوهستان‌های گیلان باور دارند که کوربی به سبب از دست دادن معشوقه‌اش مرتب او را صدا می‌زند و به علت گریه زیاد، کور شده است. چشمان کوربی بصورتی با پرهای ظریف پوشانده شده است که تداعی کننده چشم نداشتن این پرنده زیبا است. با وجود باور افسانه‌ای نسبت به نابینایی جغد این حیوان از بینایی فوق‌العاده‌ای برخوردار است و به آسانی زیست‌بوم خود را برای یافتن شکار کنترل می‌نماید. برخی هم بر این باورند که نام مرغ حق برگرفته از صدای شب هنگام جغد (کوربی) است که مدام صدا می‌زند: هو هو هو… جغد یا کوربی در میان شاخ و بال درختان جنگلی یا باغ‌های روستاییان و بیشتر در نقاط دور از دسترس انسان لانه می‌سازد و از پرندگان کوچک‌تر و خزندگان تغذیه می‌نماید.

#### نفت‌خیک
در باورها، نفت‌خیک هیولایی ترسیم می‌شود که فاقد دست و پا است، در شیب‌ها غل می‌خورد و خود را به رهگذران می‌کوبد. به ادعای راویان، در زمان برخورد، این هیولا، خنده‌ای وحشتناک می‌کند و در لابلای خنده‌اش به قربانی خود می‌گوید: آیا تاکنون چنین چیزی را دیده بودی یا نه؟ اگر قربانی در پاسخ تعلل کند و عین جمله او را بلند ادا نکند، ممکن است کُشته شود. راویان می‌گویند در پاسخ نفت‌خیک باید لگدی محکم به آن هیولا زد و گفت: آیا تاکنون چنین چیزی را دیده بودی یا نه؟ همچنین تصور می‌شود به سبب بزرگی شکمش، توانایی بلعیدن یکصد کودک را به‌طور همزمان داراست و این قدرت، بر ترس شنونده نوپا می‌افزاید. این موجود خیالی همانند شکم یا چیزی شبیه بشکه‌ای مدوّر و پُر از نفت، نمود عینی‌تری در روستاهای گیلان بویژه اشکور دارد. وجود مناظر خاص مانند اشکال مختلف درختان، سنگ‌ها، صخره‌ها و نیز موجودات اهلی یا وحشی سرگردان در داخل یا پیرامون روستا، که در شب به شکلی غیرواقعی دیده می‌شوند، سبب شکل‌گیری افسانه نفت‌خیک با جثّه‌ای بزرگ شده است. برخی از روستاییان مدعی هستند با این موجود روبرو شده و حتی آن را لمس کرده‌اند. این موجود حاصل تخیٓل جمعی از افکار ساده روستایی هست که برای هر ناشناخته‌ای افسانه‌ای می‌ساختند و افسانه‌ها پس از زمانی رنگ و لعاب به خود گرفته و جای پای محکمی در زندگی انسان باز کرده‌اند. شاید ترسناک‌ترین موجود برای ترساندن کودکان، نفت‌خیک باشد چون عدم وجود دست و پا، گرد بودن و در شیب بودن خانه‌های روستایی، باورپذیری و احتمال برخورد با چنین هیولایی را در ذهن ساده‌اندیشانه کودکان تقویت می‌کند.

#### یه‌لنگ
در اشکور بجز مردآزما (غیرانسانی که بیشتر در سرزمین‌های کُردنشین وارد قصه‌ها و افسانه‌ها شده) و گلیم‌گوش (که حاصل تخیلات کوچ‌نشینان عشایر است) از بقیه مظاهر به وفور، برای ترساندن کودکان استفاده می‌شده است. حتی در داستان‌های عامیانه روستایی، کسانی مدعی دیدن این موجودات فرازمینی یا غیرانسانی بوده‌اند. در اشکور و برخی از مناطقِ قشلاقی گیلان به دوال‌پا، یَه‌لنگ گفته می‌شود. موجودی که تنها یک پا دارد و از هیکلی چند متری برخوردار است. یه‌لنگ با همان یک پای خود در هر گام، حدود یکصد متر مسیر را می‌پیماید. برخی از چوپانان جنگل‌نشین روستاهای قشلاقی گیلان و ییلاقی اشکور مدعی روبرو شدن با یه‌لنگ شده‌اند. به گمان من بازی نور و سایه بر اثر برافروختن آتش در میان جنگل و ایجاد سایه‌های هراس‌انگیز درختان سبب پیدایش چنین موجود فراقدرتی شده است.
پژوهش، تدوین و نگارش: زهرا فتح‌الهی پرشه (ریسن): تیر ماه ۱۳۹۷

### اهل قلم
برخی از نویسندگان و شاعران اشکوری:

1. حسن یوسفی اشکوری،[۲۸]
2. عبدالرحمان عمادی،[۲۹]
3. فریدون حسن‌پور
4. کامران زمانی نعمت‌سرا،[۳۰]
5. محمد فنایی اشکوری،[۳۱]
6. محمدرضا جعفری اشکوری،

### ضرب‌المثل‌ها
1. آغوزه چشم بدئه، تیره گوماگودی!: به گردو چشم دوختی اما تیله را گم کردی.
2. آفتاو گوئه تو درنیه، مو در بیاَم!: به آفتاب می‌گوید تو درنیا من دربیایم. (تو نتاب من بتابم)
3. آفتاوه خرج لِحیم وَکَت!: آفتابه خرج لحیم کاری شد.
4. آو داَشته بون لاک و چوپاره خوبی تاشه!: آب داشته باشد لاک و چوپاره (ظرف چوبی) خوبی می‌تراشد.
5. ای خَر نَبُون خَرِ دیگَر، پالون کُونیم رَنگ دیگَر!: این خر نشد خر دیگر، پالانش را عوض و رنگی دیگر می‌کنیم.
6. ارباب تورش دو هگیته منیس، نوکره گوت تو بشو مَره روغون و کره هگیر!: ارباب خوش نمی‌توانست از زیر دستانش دوغ تُرش بگیرد ولی به نوکرش می‌گفت تو برو برای من روغن و کره بگیر.
7. از واسر یه بونه برنج صدبونه سوروف اَم آو خوره!: بخاطر یک بوته برنج (شلتوک) صدها بوته علف هرز هم آب می‌خورند.
8. اِسّه سنگه بساوه بیتره تا بیکار بیسه!: سنگ آسیاب را بسابد بهتر است تا بیکار بماند.
9. او شَمسه (شنسه) خلیل داَره، هر دودَس شندر زِبیل داَره!: شانسی که خلیل دارد نصیب هر دو دستش زنبیل پاره‌پاره شده می‌شود.
10. این اَصه آب بونی بونه مورغونه نهئه!: این آدم حتی زیر مرغی که تخم‌گذار نیست، تخم قرار می‌دهد. (آن را تخمگذار جلوه می‌دهد)
11. این اَصه آدم به دِوره!: این اصلاً از آدم به دور است.
12. این اصه گاو گورا نوشتوسه!: او اصلاً صدای گاو را هم نشنیده است.
13. اینی باله هَف جا بشکنی موشت وانوبون!: این آدم اگر دستش را از هفت قسمت بشکنی بازهم مشتش باز نمی‌شود.
14. اینی شُو بوشو را روز شو نشئه!: این آدم راهی را که در شب رقته در روز هم نمی‌شود رقت.
15. بِدی گرمه سوجنه دَر شو!: وقتی دید گرمابه داغ هست فرار کرد.
16. تام بَزئه شالِکه با تَرسِئن!: ‏از شغال بی‌سروصدا (آدم ساکت) باید ترسید.
17. تَرپ بونه نیه گه چال دوکونیم!: بوته تُرب نیست که در یک محل خاک کنیم.
18. تَرسم هَم از یِلاقی آقُوز بَکئم، هَم از گیلونی (گیلَنی) تورشه کونوس!: می‌ترسم هم گردوی کوهی را از دست بدهم، هم ازگیلِ ترش گیلان را.
19. تَره بِچِئم یه خَربار بیجَم وَکَت یه غلبال بُپوتم وَکَت یه مثقال!: ‏سبزی را به اندازهٔ یک خروار چیدم. پاک کردم شد یک غربال، پخته که شد، فقط به اندازه یک مثقال درآمد.
20. تی کئخودا مردگری تی کین (کِون) پس بَنن!: کدخداگری تو را پشت سرت بگذار.
21. چارشمبه میخ سر نِئه!: چهارشنبه روی میخ آویزان است.
22. چاره نداشته بی با مارمرد گوتون بابا!: وقتی چاره‌ای نباشد، مجبوری ناپدری را بابا خطاب کنی.
23. خودی گاو زور مِئنه شوش بزئه بی!: انگار وسط پِهِن گاو را ترکه زده باشی.
24. خونخا مَنَم تو در رو!: صاحب‌خانه من هستم شما برو.
25. در پیش واش بوزه!: علف دم در خانه قابل خوردن نیست. (از بس پا خورده است)
26. دوته یابُوُ، یه جا بیَسّن، اَخر هم شکل وَنکَئن هَمخو وَکَئن!: دو اسب را اگر برای مدتی در کنار هم نگه دارند، گر چه همشکل نمی‌شوند، ولی خلق و خوی همدیگر را پیدا می‌کنند.
27. دوز حاضیر بوزَم حاضیر!: هم دزد حضور دارد و هم بُز (مال دزدیده شده).
28. دیگری اسبه سوار همیشک پیاده!: کسی که اسب دیگران سواره، همیشه پیاده است.
29. سک خو صَحَبه نشناسه!: سگ صاحبش را نمی‌شناسد.
30. شکمِ وَشنه سیرابون اما اُسّخوان وَشنا سیرا گوده نشئه!: کسی که شکمش گرسنه است سیر می‌شود ولی کسی که استخوانش گرسنه است، سیر نمی‌شود.
31. شُوی بوگودا کار روزه ره عَینه خودی کُول داربون آغوز بیاَجی!: کاری که در شب انجام می‌گیرد در مقابل روز مثل این است که زیر درختی که بی ثمر است، گردو پیدا کنی.
32. طرف رشک جی روغون گیره!: این آدم حتی از رشک (تخم شپش) که موجودیتش بسیار ناچیز هست و جانی ندارد، کره به دست می‌آورد.
33. گل لَقَد زئه دِنِمه!: ‏گل که لگد نمی‌کنم.
34. مَر نَترس، می دُومبالینه بَترس!: از من نترس، بترس از آنکه پس از من می‌آید.
35. نِدئه دوز پادشا هیسه!: دزد پیدا نشده، پادشاه هست.

پژوهش، تدوین و نگارش: زهرا فتح‌الهی پرشه (ریسن): بهمن ماه ۱۳۹۷

### واژه‌نامه گیلکی
گیلکی واجه‌ئان

حرف چ

- چارک: هم به معنای وجب و هم نصف منِ اشکوری یعنی ۴ کیلو، مقیاس اندازه‌گیری
- چاروِردی: نوعی بافت با چهار وَرد
- چاشُو: بافته‌ای از نخِ کاموا، پنبه و ابریشم با دستگاهی به نام پاچال و از صنایع دستی قاسم‌آباد گیلان که به ثبت جهانی رسیده است.
- چاگودن: درست کردن
- چاَرینگه: همان خور دتاوه… راه افتادن گروهی در روستا با وسایل و لوازم مورد استفاده و تقاضای آفتاب
- چاَشنی ویگیتن: الگو گرفتن یا از روی یک نقشه و طرح کاری را انجام دادن
- چاَیی پِویش: تفالهٔ چای
- چپلادن: چپکی نگاه کردن به حالت تمسخر
- چتر زلف: قیچی کردن جلوید موی سر تازه عروس به صورت چتری که نشانهٔ پیوستن به جرگهٔ زنان (رسمی قدیمی در اشکور) بود.
- چتم: سخت بودن برای کسی، یا باعث خجالت شدن، شرم داشتن
- چچل دُم: محل ریزش باران از سقف شیروانی، ناودانی
- چر: چرخ نخ‌ریسی
- چرخادئن: گرداندن
- چرس: خسیس
- چرسئن: چریدن
- چرَس: به جایی گفته می‌شود که پر از درختچه‌های کوچک است که امکان رفتن و گذشتن را سخت می‌کند.
- چشتابه: عادت کرده
- چشته: عادت
- چشته ویگیته: عادت کرده
- چغ (چق): چوب نازک و نرمی که به اندازهٔ تقریباً دو انگشت است. دو طرف این چوب که از شاخه‌های تازه و نرم درختان هست، را با داس یا چاقو تیز کرده و هنگامی که پنیر گوسفندی را در پوست گوسفند یا بز (خیک) می‌ریزند، در پایان کار که به انتهای گردن گوسفند می‌رسند،
- چک لنگ زئن: دست و پا زدن
- چکر: لباس چروکیده، کنایه از آدم بی عرضه و بی‌دست و پا
- چکره: قسمت داخلی پاها از زانو تا مچ که هنگام راه رفتن به هم برخورد می‌کند. که مواقع بارانی این قسمت شلوار گلی می‌شود.
- چل تاس: کاسه ای کوچک فلزی که برای ریختن آب چلّه(۱۰ چله، ۲۰ چله و ۴۰ چله) بر بدن نوزاد می‌ریزند که به معنای تمام شدن آن چله می‌باشد. اشکوریها هنوز هم این رسم را انجام می‌دهند.
- چلپات: قطره‌های ریز آب
- چمک: چشمک
- چمَه (چیشمه، چوشمه): تخمی که در لانه یا جایگاه مرغ می‌گذارند تا مرغ روی آن نشسته و مجد تخم بگذارد، درحقیقت علامت و نشانه است.
- چنته: چند تا، چند عدد
- چنس: خسیس
- چنگر: نام نوعی پرنده
- چو: چوب
- چوپاره: مجمع، سینی
- چوره: به زمینهایی که آب فراوان دارد و و اطراف آن سرسبز است.
- چوروش بومه: عفونی شده، یا زخمی که دهان باز کرده و گسترش پیدا کرده باشد.
- چوروم: ارزن
- چوس نفس: پُرگو
- چوغال (چوقال): سخت و محکم، زبر
- چوقه: لباس بافته از پشم، چوخا
- چوقورمه (چغرتمه): نوعی خورشت در شرق گیلان
- چوکوله: نوعی ورزش برای سر هست که قدیمی‌ها با نوک دو انگشت شصت به قسمتی از سر می‌زدند و این کار بسیار آرامبخش بود.
- چول: ویران، خیلی خراب
- چیتماگودن: جداکردن حبّه‌های سیر
- چیتیم: حبّهٔ سیر
- چیتِه: چطور
- چیری: ظرفی مسی یک دسته برای دوشیدن شیر
- چیک: چنگ
- چیک باده: نوعی گرفتگی عضلانی
- چیک و پک: از مقیاسهای اندازه‌گیری برای تقسیم لاشهٔ گوسفند و گاو
- چیکادَئن: از دست دادن
- چیکازئن: به هم زدن یا زیرو رو کردن، چنگ زدن
- چیکال: دست زدن
- چیمکه: جوجه
- چَپَر: پرچین
- چَپَر لَک: اطراف و کناره‌های پرچین
- چَپَرده :از مچ پا تا زانو
- چَرخه: قرقره
- چَرده: شاخه‌های خشک و ریز درختان که عمده‌ترین کاربردش سوزندان در تنور برای پختن نان است.
- چَرمه: پررو و گستاخ
- چَره: چرا، به چه علت؟
- چَشِئن: چشیدن
- چَفته: کاملاً خیس
- چَک زئن: دست زدن، کف زدن
- چَکل: دیوارِ بیرونی خانه
- چَلک: سبد
- چَلّا شُو: شب چلّه، آخرین شب پاییز، شب یلدا
- چَمبل (چُومبل): حلقه ای که با چوب درست می‌شود و به ابتدای طناب (لافند) می‌بندند.
- چَندر: چغندر
- چَنه: فک
- چُور: زمینی که برای اولین بار کشت
- چُوم: استراحت
- چِپیر (چِوپیر): دنده
- چِمیش: پاپوش
- چِندی: چه قدر
- چِول دِوک: دوک نخ ریسی که معمولاً چوبی است.

حرف د

حرف س
- ساروق: بقچه
- سبج: شپش
- سبجه (سبجکه): شپش ریز روی بدن مرغ و جوجه، بیشتر روی سر جوجه‌های تازه به دنیا آمده می‌افتد و آنها را بیمار می‌کند.
- سبز تورشی: خورشتی است که باسبزیهای مخصوص، مرغ و کمی برنج وسیر درست می‌شود. البته در بعضی روستاهاو شهرهای شرق گیلان به این نام معروف است. در جاهای دیگر، خورشت ترش واش، بولبه قاتوق، هلو آوه، آبکی، هلوچو ی و… گفته می‌شود.
- سبزَتره (پلاسر تره): ترش تره، یکی از خورشتهای لذیذ گیلانیها که با سبزیهای پرورشی یا انواع سبزیهای کوهی پخته می‌شود که جدیداً به نام ترش تره معروف شده است اما اصل آن سبز تره می‌باشد و آن هم به دلیل سبزبودنش
- سر پیش: سرپایینی، سراشیبی
- سربوِه: مایعی که از آرد برنج، سبزی معطر و سیر می‌باشد که برای غلیظ شدن بعضی خورشتها مثل" تورش قِله"(از خوشمزه‌ترین خورشتهای شرق گیلان) که در آخرهای پخت خورشت اضافه می‌کنند.
- سرتاش: سلمانی، کنایه از آدم پررو و چشم دریده هم هست.
- سرجه آوه (کورد سرجه): ساده‌ترین و درعین حال خوشمزه‌ترین غذا در گذشتهٔ اشکور است حاصل کمی پیاز داغ و ترشی آلوچه یا قره قوروت و کمی آرد تفت داد و آب …
- سردسّه: رئیس یک دسته، به دسته‌های ی (بسته‌های) آخر گندم یا جو که روی تپهٔ محصولات (کوه) می‌گذارند هم سردسته می‌گویند.
- سرسَبوک (ویشیل): آدمی که ارزش خود را نمی‌داند. (به شخصبت خود اهمیت نمی‌دهد)، آدم کم فکر و ساده اندیش
- سرشار: چشم دریده، پررو، بی حیا
- سرکَتال: سر و چهره، سر و صورت
- سرگالش: رئیس گالشان، آنکه بیشتر از بقیه در روز "دودوش "شیر دارد.
- سرَ مال (سَرخَما ل): هم سن وسال
- سو سکّه: ارزش و اعتبار
- سوئاگودن: روشن کردن
- سوبول فک: لانهٔ کَک، جایی که کک زیاد باشد.
- سوبول: کَک
- سوتن: سوختن
- سوتنی: سوختنی، هر چیز قابل سوختن
- سوته دره: دارد می‌سوزد.
- سوته دُبو: داشت می‌سوخت
- سوجانه: می‌سوزاند، داغ هست.
- سوجه: می‌سوزد، هرچیزی که در حال سوختن است.
- سوجین (سوجون): داغ، سوزاننده
- سوسکه: سنجاق سر،
- سول تیج: پررو، گستاخ
- سولاچ: چشم دریده، پررو، چشم روشن
- سولَنگه: سه‌پایه، بیشتر به شکل آهنی است که در آتش یا روی اجاق می‌گذارند تا ظرف، کتری یا هرچیزی که روی می‌گذارند ارتباط مستقیم با آتش نداشته باشد. از این وسیله حتی روی چراغ والور یا خوراک پزی هم می‌گذارند.
- سیاَمتَه: جایی که سایه باشد.
- سیاَنه (ساَینه): سایهٔ هرچیزی
- سیر بونه: بوتهٔ سیر که دارای چندین حبه است.
- سیر وابیج: خورشتی ساده است از برگ سیر تازهٔ سرخ شده به همراه تخم مرغ که با نان سرو می‌شود.
- سیرابو: به اندازهٔ سیرشدن، به اندازه ای که سیر شود.
- سیفا: جدا، سَوا
- سیم پیته: سیم ظرفشویی
- سینه آو: آب‌تنی، شنا
- سینه ریز: گردن بندی که زنان برای زیبایی می‌اندازند.
- سَر تور: سردسته دیوانه‌ها، دیوانه‌ترین، کسی که خیلی دیوانه است.
- سَر دیم: سر وصورت
- سَر گماچ: سر و صورت
- سَر گَل: بالاترین نقطهٔ چیزی یا جایی
- سَراکو: سرزنش
- سَربجُور: سربالایی
- سَربیجیر: سرپایینی
- سَرسوج: دماغ سوخته دادن، دمق کردن، ناامید کردن
- سَرسوم: سراسیمه رفتن، سکندری خوردن
- سَرشته گودن: جابجا کردن، چیزی را با مهارت ذخیره کردن، گاهی هم برای ازدواج جوانان بکار می‌رود. فلانی خو دتره سرشته بوگود: فلانی دخترش ازدواج کرد و جابجا شد.
- سَرفترک: باسر به زمین آمدن، سراسیمه، یهویی وارد شدن
- سَرکول: شکل و اندام، قیافه
- سَق (سغ) لُو: سرو صدا، هیاهو
- سَوز: رنگ سبز
- سِردی: نردبان، برای رفتن به پشت بام یا رفتن به بالای درخت استفاده می‌شود.
- سِرینگه: بالاترین قسمت اتاق، بالین، هنگام خوابیدن سمت سر را هم می‌گویند که مخالفش (پاَینگه) است.

پژوهش، تدوین و نگارش: زهرا فتح‌الهی پرشه (ریسن): تیر ماه ۱۳۹۷